# Mestra hersilia
Mestra hersilia är en fjärilsart som beskrevs av Fabricius 1777. Mestra hersilia ingår i släktet Mestra och familjen praktfjärilar. Inga underarter finns listade i Catalogue of Life.